# Muskuskangoeroerat
De muskuskangoeroerat (Hypsiprymnodon moschatus), ook wel muskusratkangoeroe, is de enige levende soort uit de kangoeroefamilie Hypsiprymnodontidae. Deze soort leeft in het noordoosten van Australië.

## Uiterlijk
De muskuskangoeroerat heeft een lichaamslengte van 23 tot 33.5 cm en een staart van 13 tot 17 cm lang. Het gewicht bedraagt 510 tot 530 gram. De kop is grijs en het lichaam is roodbruin van kleur. De  staart is kaal en geschubd. Ook de oren zijn onbehaard. De muskuskangoeroerat is de primitiefste kangoeroesoort en dit dier bezit enkele kenmerken van de koeskoezen die de andere kangoeroes niet hebben: de muskuskangoeroerat heeft vijf tenen, een simpele maag zodat deze soort geen gras kan verteren en deze kangoeroe krijgt tweelingen. Bovendien beweegt de muskuskangoeroerat zich veelal voort op vier poten met een snelheid van 3,1 - 3,2 kilometer per uur. Zowel de mannelijke als de vrouwelijke dieren verspreiden een sterke muskusgeur, vooral in de paartijd.

## Leefwijze
De muskuskangoeroerat is een solitair of in paren levend dier. In de ochtend en late middag is dit dier actief en de muskuskangoeroerat voedt zich met zaden, noten, paddenstoelen en insecten. Er worden ook voedselvoorraden opgeslagen, wat heel zeldzaam is bij buideldieren. 's Nachts slaapt deze kangoeroe in een nest op de bosbodem.

## Verspreiding
De muskuskangoeroerat leeft in Australië in de tropische regenwouden van het Kaap York-schiereiland in het noorden van Queensland.